# 아슈르-단 3세
아슈르-단 3세(재위 773 - 755 BC)는 기원전 773년에서 755년까지 아시리아 왕이었다.
아슈르 단 3세는 아다드 니라리 3세의 왕자였고, 기원전 773년에 그의 형제 샬만에세르 4세를 계승하였다. 아슈르 단의 치세는 아시리아 왕국의 고난의 시대였다. 지배권은 심각하게 제한되었는데, 군사령관 샴시일루 때문이었다.
기원전 765년 아시리아는 전염병이 돌았다. 그 다음 해에 왕은 원정할 수 없었다.
기원전 759년 반란이 발생하였고 기원전 759년까지 계속되었다. 그때 다른 전염병이 돌았다.
그의 치세와 다음 아시리아 왕의 치세는 천문학적으로 연대가 산출되는데 유일한 검증된 아시리아 연대기의 일식을 기준하였다. 아슈르 단은 다른 현재 아슈르 니라리 5세에 의해 계승되었다.